# ドラゴンブレイブ
『ドラゴンブレイブ』は、株式会社ストンピィが運営するブラウザゲーム。

## 概要
2011年11月頃サービス開始。オンラインサーバーにプレイ情報が記録されているため、アカウントを登録しなくてもプレイできる。ニックネームとID・パスワードを登録することでアカウントを取得できる。さらにメールアドレスを登録することで、ゲーム内の通知がメールに届くよう設定することができる。一定期間プレイされていないと判断された場合、プレイ情報を削除される恐れがある。しかし、2018年1月に、度重なるサーバー負担などにより、サービス終了した。

## ゲームシステム

### クエスト
「クエストを実行」ボタンをクリックすることにより、クエストが実行される。一応、「◯◯せよ」などのクエストの目的は表示されるが、実際はクリックするだけで済む。クエストを進めて行くとプレイヤーのランクが上がりスキルポイントを獲得する。スキルポイントはクエストを進めるための体力、バトルをするための攻撃魔力、ライバルの襲撃から耐えるための防御魔力のどれかの能力をアップするために使われる。

### バトル
実際のプレイヤーや、NPCを攻撃することによって各モンスターのカケラが手に入る。
カケラは6つ集まるとモンスターの絵のようになり、その際にランダムでアイテムと交換される。

### ガチャ
ノーマルガチャと最強ガチャがある。
- ノーマルガチャ：ゲーム内の仲間の個別ページにあるエールボタンを押すことによる友情ポイントによって回すことができる。
- 最強ガチャ：有料アイテムである金貨で回せる。
- 最強ガチャチケット：チケットで最強ガチャとあるが、キャンペーンの実施中か否かに関わらず、回復薬やゼニなどの各種オマケは得られない。最強ガチャとは別物である。
- 【SR確定】最強ガチャチケット：次元の亀裂のイベント報酬で手に入るチケット、純SRと呼ばれる非常に価値が高いSRが必ず手に入る。

### モンスター
各モンスターには、レアリティ、ランク、攻撃力、防御力、属性が設定されている。
レアリティは、N、N＋、R、R＋、SR、SR＋、UR、UR＋が存在し、後ろになるほどレアリティが高い。
またSRには探索イベントで手に入る探索SRとガチャで手に入る純SRに分けられる。
純SRのほうが基本的に価値が高い（一部例外あり）

### トレード
各プレイヤーは、アイテムやモンスターを交換できる。対象は増強剤と魔晶石以外のアイテムと全てのモンスターである。初心者でも強力なモンスターを手に入れられる可能性はあるが、それらは非常に価値が高いので、入手難易度は高い。
また、あからさまにレートが合わないトレードをしようとすると、「トレードの価値に差があります」と表示されるためできない。
なお、トレードは申請するのとされるのは1日に3回ずつと上限が決まっている。また同じ人とのトレードは1週間おきにしか出来ない。

### イベント
イベントは2種類あり、「探索イベント」と「次元の亀裂イベント」に分けることができる。
- 探索イベント：体力を消費してより深い階層を目指して、さまざまなアイテムや限定モンスターを入手して行くというイベント。
- 次元の亀裂：ノーマルクエストを進めて行くと一定確率でボスが現れ、レイドバトル方式で手持ちのキャラと戦わせられる。また、このイベントでしか入手出来ないキャラも登場する。